# Звартувко
Звартувко (пол. Zwartówko) — село в Польщі, у гміні Хочево Вейгеровського повіту Поморського воєводства.
Населення — 141 особа (2011).
У 1975-1998 роках село належало до Гданського воєводства.

## Демографія
Демографічна структура станом на 31 березня 2011 року:
|          | Загалом | Допрацездатний вік | Працездатний вік | Постпрацездатний вік |
| -------- | ------- | ------------------ | ---------------- | -------------------- |
| Чоловіки | 77      | 16                 | 56               | 5                    |
| Жінки    | 64      | 12                 | 39               | 13                   |
| Разом    | 141     | 28                 | 95               | 18                   |